# Long-Sơn-Pagode

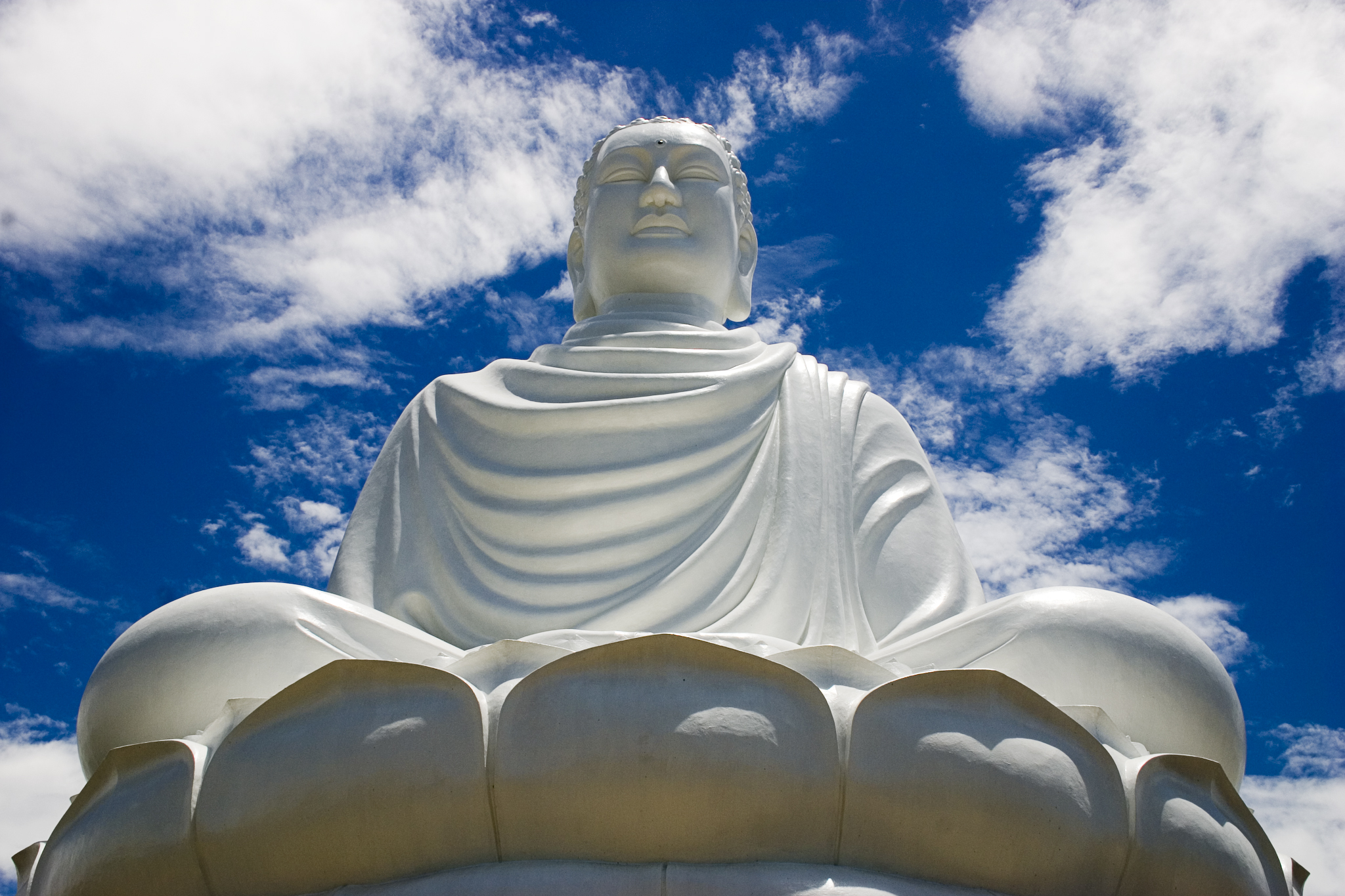
Buddha von Long-Sơn

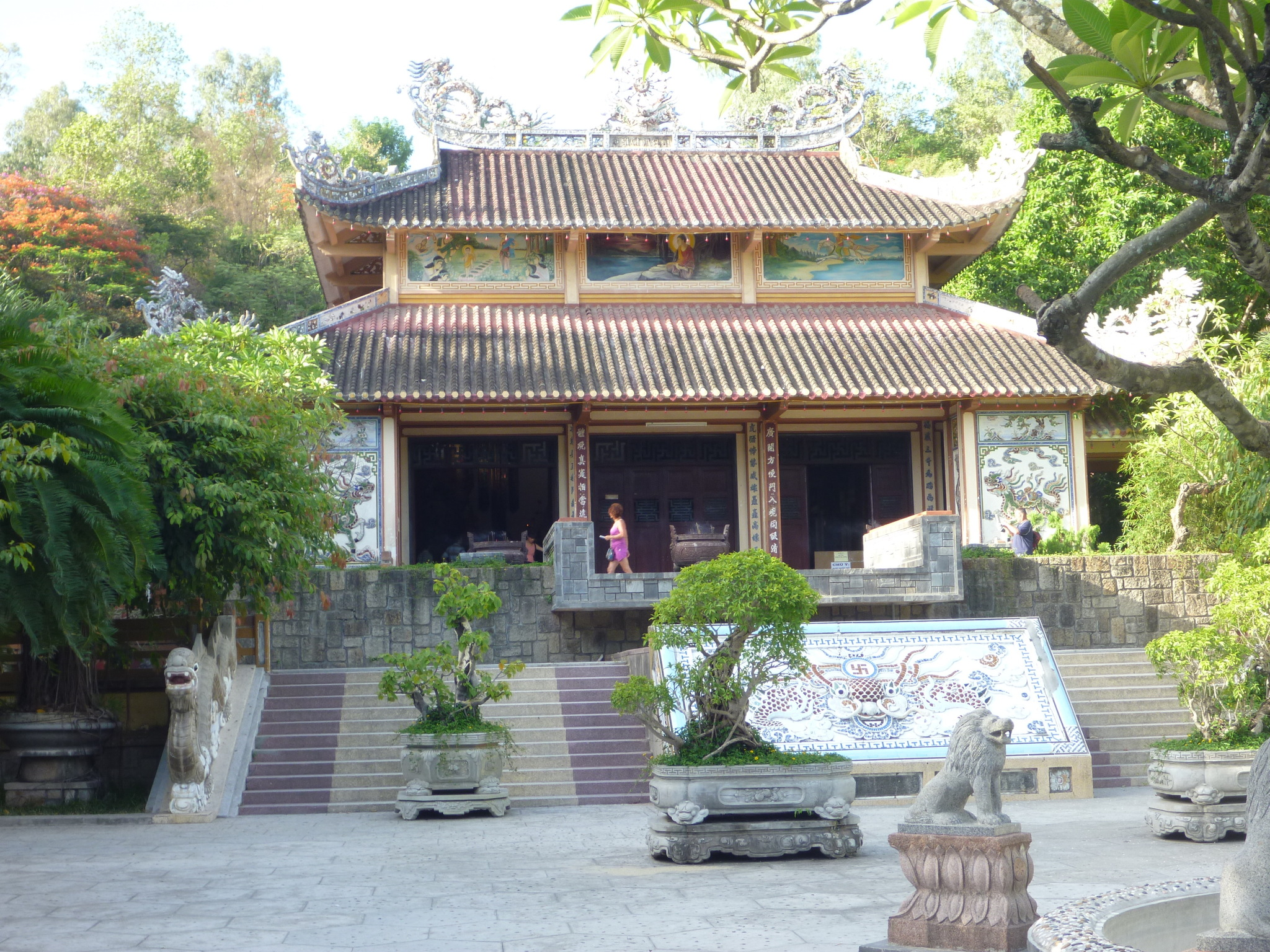
Long-Sơn-Pagode: Der Tempel

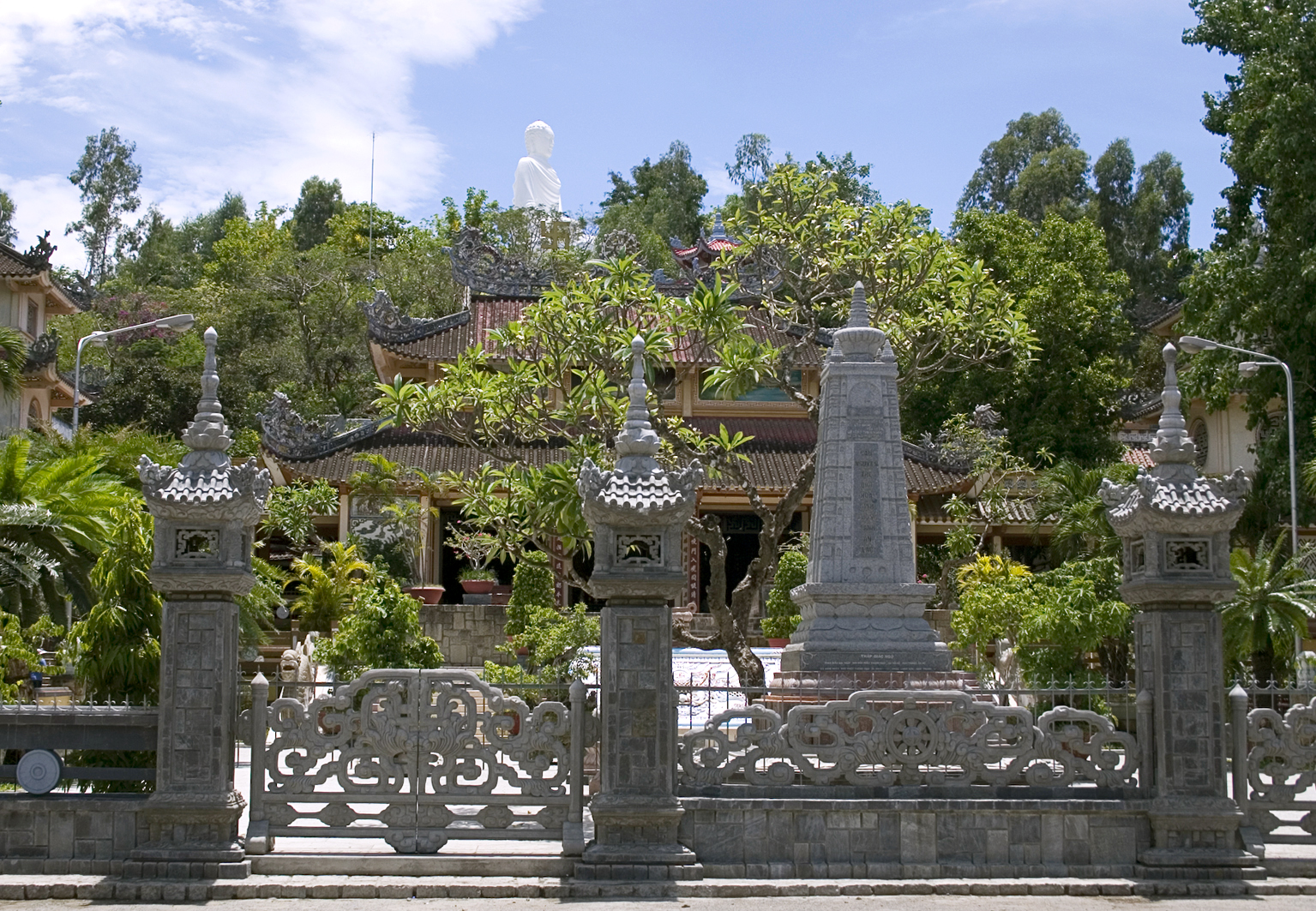
Long-Sơn-Pagode: Anlage

Die Long-Sơn-Pagode (vietnamesisch: Chùa Long Sơn) ist ein buddhistischer Tempel in der Stadt Nha Trang (mittlere Südküste Vietnams). Der Tempel wird nebst dem Hai-Duc-Tempel als eine der Hauptsehenswürdigkeiten der Stadt angesehen. Die Long-Sơn-Pagode befindet sich an der Adresse Straße des 23. Oktober 1922 (ca. 400 m westlich von Ga Nha Trang). Die Pagode steht am Fuße des Berges Trại Thủy und befindet sich im Besitz des Phương Sơn.

## Geschichte
Die Long-Sơn-Pagode hatte früher den Namen Đăng Long Tự.
Thích Ngộ Chí (1856–1935) ließ die Long Son Pagode 1886 ursprünglich auf einem anderen Berg errichten. Thích Ngộ Chí kam ursprünglich aus dem Distrikt Vinh Xuong in Khánh Hòa. Ehe er den sangha beitrat, war er Teil der antifranzösischen Kräfte, welche eine Vietnamesische Unabhängigkeit wiedererlangen wollten.
Nach einem starken Wirbelsturm im Jahre 1900 wurde der Tempel zerstört und musste von seinem ursprünglichen Berg an seine jetzige Position gebaut werden. 1936 wurde der Tempel zum Hauptquartier der Buddhist Studies Association der Khanh-Hoa-Provinz. 1940 wurde der Tempel unter der Leitung von Thích Tôn Thất Quyền und einem buddhistischen Laien namens Võ Đình Thụy renoviert und erweitert. 1968 wurde der Tempel erneut stark beschädigt. Durch den Vietnamkrieg wurden speziell die Dachziegel zerstört. 1971 organisierte Thích Thiện Bình ein Wiederaufbauprogramm, um den Tempel wiederherzustellen. Die Arbeiten wurden in Absprache mit dem Architekten Võ Đình Diệp durchgeführt und waren bereits zu 60 % fertig, als sie durch den Fall von Saigon und den Sieg der Kommunisten über Südvietnam unterbrochen wurden.
Seit seinem Bestehen hat der Tempel eine stabile spirituelle Leitung mit nur drei Äbten in über 120 Jahren: Thích Ngộ Chí (1886–1935), Thích Chánh Hóa (1936–1957) und Thích Chí Tín (1957–).